# ملکه جنوب (مجموعه تلویزیونی)
ملکه جنوب (به انگلیسی: Queen of the South) یک مجموعه تلویزیونی جنایی درام که در ۲۳ ژوئن ۲۰۱۶ از شبکه یواس‌ای نتورک شروع به پخش شد.
پخش این سریال در چهاردهم ژوئن ۲۰۱۴ تا پایان اوت ۲۰۱۷، دو فصل با مجموع ۲۶ قسمت در ایالات متحده آغاز شده‌است.
فصل سوم سفارش در اوت ۲۰۱۷ در ژوئن ۲۰۱۸، فصل چهارم در ژوئن ۲۰۱۹ منتشر شد.
فصل پنجم قرار است در سال ۲۰۲۱ ارائه شود. آخرین فیلمبرداری به دلیل همه‌گیری Covid-19 قطع شد.

## خلاصه داستان
این مجموعه تلویزیونی دربارهٔ زندگی یک به نام ترسا مندوزا است که نامزدش بعد از یک معامله مواد مخدر به‌طور غیرمنتظره ای در مکزیک به قتل می‌رسانند. او مجبور می‌شود تا از مکزیک فرار کند و به آمریکا پناه ببرد. آتش انتقام را درون قلبش روشن نگه می‌دارد. او در آمریکا با یک شخص یک تیم تشکیل می‌دهد تا رئیس همان گروه قاچاق مواد مخدری که به دنبالش است را به زمین بزند. در همین حین، روش‌های تجارت و موقعیت‌های استراتژیک برای تبدیل شدن به رئیس کارتل را یادمی‌گیرد. ترسا تلاش بی پایان خودش را برای تبدیل شدن به ملکه مواد مخدر آغاز می‌کند، به امید اینکه به قدرتی برسد که به او اجازه گرفتن انتقام عشق زندگی اش را بدهد و ...